# Казанский, Павел Иванович
Па́вел Ива́нович Каза́нский (12 (24) декабря 1828 — 19 марта (1 апреля) 1908) — священник, настоятель храма Христа Спасителя (1899—1908). Заслуженный профессор МДА.
Родился в Костроме в семье протоиерея. После окончания Костромской духовной семинарии и Московской духовной академии (1852) в звании магистра богословия преподавал историю в Нижегородской и Московской духовных семинариях. После рукоположения во священника в 1854 году был назначен настоятелем церкви Александра Невского при Московской практической академии коммерческих наук, где был законоучителем (1854—1875). С 1857 года по 1892 год преподавал также в Лазаревском институте восточных языков. В 1875 году назначен настоятелем церкви мучеников Адриана и Наталии в Мещанской слободе, в 1893 году — настоятелем Петропавловской церкви. В 1893 году Павел Иванович был также назначен депутатом от духовного ведомства в Городскую Думу и избран действительным членом Императорского палестинского общества.
В 1899 году Павел Иванович Казанский стал вторым настоятелем Храма Христа Спасителя. Среди многочисленных наград Павла Ивановича: скуфья, палица, митра, золотой наперсный крест, ордена Св. Анны 2-й и 3-й степени, Св. Владимира 3-й и 4-й степени и медали. Многие годы он был членом Московской духовной консистории.
Три срока, в период 1893—1904 годов, он был гласным Московской городской думы. Состоял действительным членом Императорского Палестинского общества, председателем попечительского совета учрежденной княжной Мещерской женской гимназии.
Жена — Ольга Никитична Казанская (23 июня (5 июля) 1835 — 3 (16) мая 1906), урождённая Дроздова. У них было шестеро детей.
Похоронен вместе с женой на Пятницком кладбище — на втором участке, напротив алтарной части Троицкого храма.